# Ганьон, Пирс
Пирс Ганьон (англ. Pierce Gagnon; род. 25 июля 2005, Атланта) — американский актёр. Наиболее известен по роли Сида в фильме «Петля времени» и Итана Вудса в сериале «За пределами».

## Биография
Пирс Ганьон родился 25 июля 2005 года в Атланте, штат Джорджия. У Пирса трое младших братьев и сестер, один из которых — актёр Стил Ганьон. В настоящее время Пирс с семьёй проживает в Кеннесо, штат Джорджия.
Пирс дебютировал в кино в 2010 году, сыграв небольшие роли в фильмах «Безумцы» и «Путь домой». В 2012 году сыграл в 7 эпизодах сериала «Холм одного дерева» и фильме «Петля времени». В 2013 году появился в телефильме «Большой гром». В 2014 году озвучил попугая Тьяго в мультфильме «Рио 2», а также сыграл в фильмах «Хотел бы я быть здесь» и «Это, блин, рождественское чудо». С 2014 по 2015 год играл одну из главных ролей в сериале «За пределами». В 2015 году снялся в фильме «Земля будущего». В 2017 году сыграл в новом сезоне сериала «Твин Пикс».
Ганьон был назван одним из лучших актеров в возрасте до двадцати лет.

## Фильмография
| Год       |     | Русское название                       | Оригинальное название                         | Роль             |
| --------- | --- | -------------------------------------- | --------------------------------------------- | ---------------- |
| 2010      | ф   | Безумцы                                | The Crazies                                   | обезумевший сын  |
| 2010      | ф   | Путь домой                             | The Way Home                                  | маленький Джои   |
| 2012      | с   | Холм одного дерева                     | One Tree Hill                                 | Логан            |
| 2012      | ф   | Петля времени                          | Looper                                        | Сид              |
| 2013      | тф  | Большой гром                           | Big Thunder                                   | Джек Карсон      |
| 2013      | кор | Психолог детей звёзд 2 с Кирнан Шипкой | Child Star Psychologist 2 with Kiernan Shipka | камео            |
| 2014      | ф   | Хотел бы я быть здесь                  | Wish I Was Here                               | Такер Блум       |
| 2014      | мф  | Рио 2                                  | Rio 2                                         | Тьяго            |
| 2014      | ф   | Это, блин, рождественское чудо         | A Merry Friggin' Christmas                    | Дуглас Митчлер   |
| 2014—2015 | с   | За пределами                           | Extant                                        | Итан Вудс        |
| 2015      | ф   | Земля будущего                         | Tomorrowland                                  | Нейт Ньютон      |
| 2017      | с   | Твин Пикс                              | Twin Peaks                                    | Сонни Джим Джонс |
| 2018      | мс  | Босс-молокосос: Снова в деле           | The Boss Baby: Back in Business               | Тим              |
| 2020      | мф  | Скуби-Ду                               | Scoob!                                        | Фред в детстве   |

## Награды и номинации
| Год  | Награда                  | Категория                                                                 | Работа         | Результат |
| ---- | ------------------------ | ------------------------------------------------------------------------- | -------------- | --------- |
| 2013 | Молодой актёр            | Best Performance in a Feature Film — Supporting Young Actor Ten and Under | Петля времени  | Номинация |
| 2015 | Молодой актёр            | Best Performance in a TV Series — Supporting Young Actor                  | За пределами   | Номинация |
| 2016 | Молодой актёр            | Best Performance in a TV Series — Leading Young Actor (13 and Under)      | За пределами   | Номинация |
| 2016 | Young Entertainer Awards | Best Supporting Young Actor — Feature Film                                | Земля будущего | Номинация |